# Alestes inferus
Alestes inferus är en fiskart som beskrevs av Stiassny, Schelly och Victor Mamonekene 2009. Alestes inferus ingår i släktet Alestes och familjen Alestidae. Inga underarter finns listade i Catalogue of Life.